# Рамбін
Рамбін (нім. Rambin) — громада в Німеччині, розташована в землі Мекленбург-Передня Померанія. Входить до складу району Передня Померанія-Рюген. Складова частина об'єднання громад Вест-Рюген.
Площа — 31,43 км2. Населення становить 944 ос. (станом на 31 грудня 2020).

## Галерея

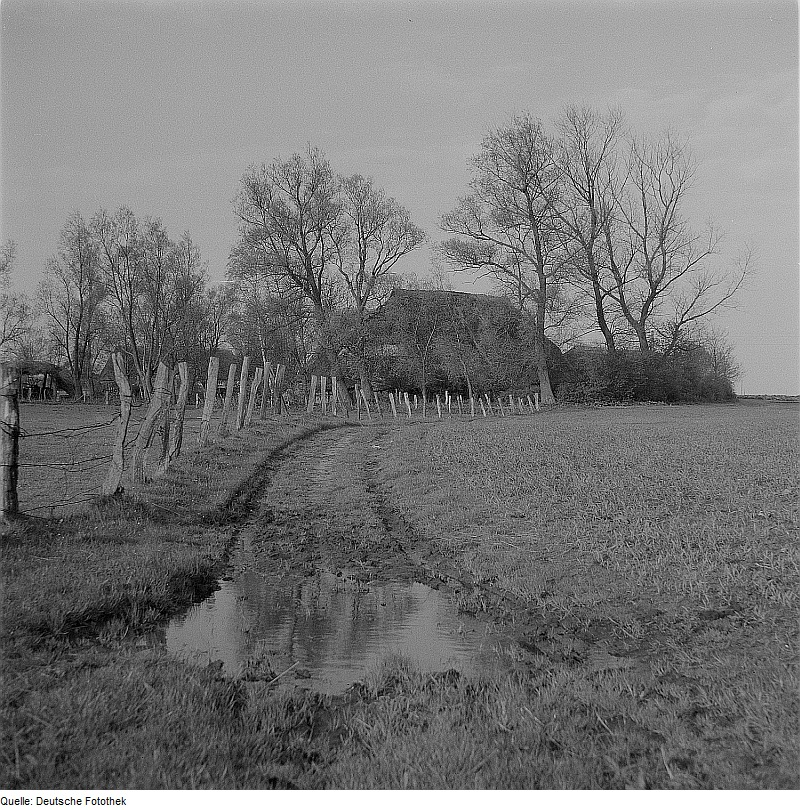
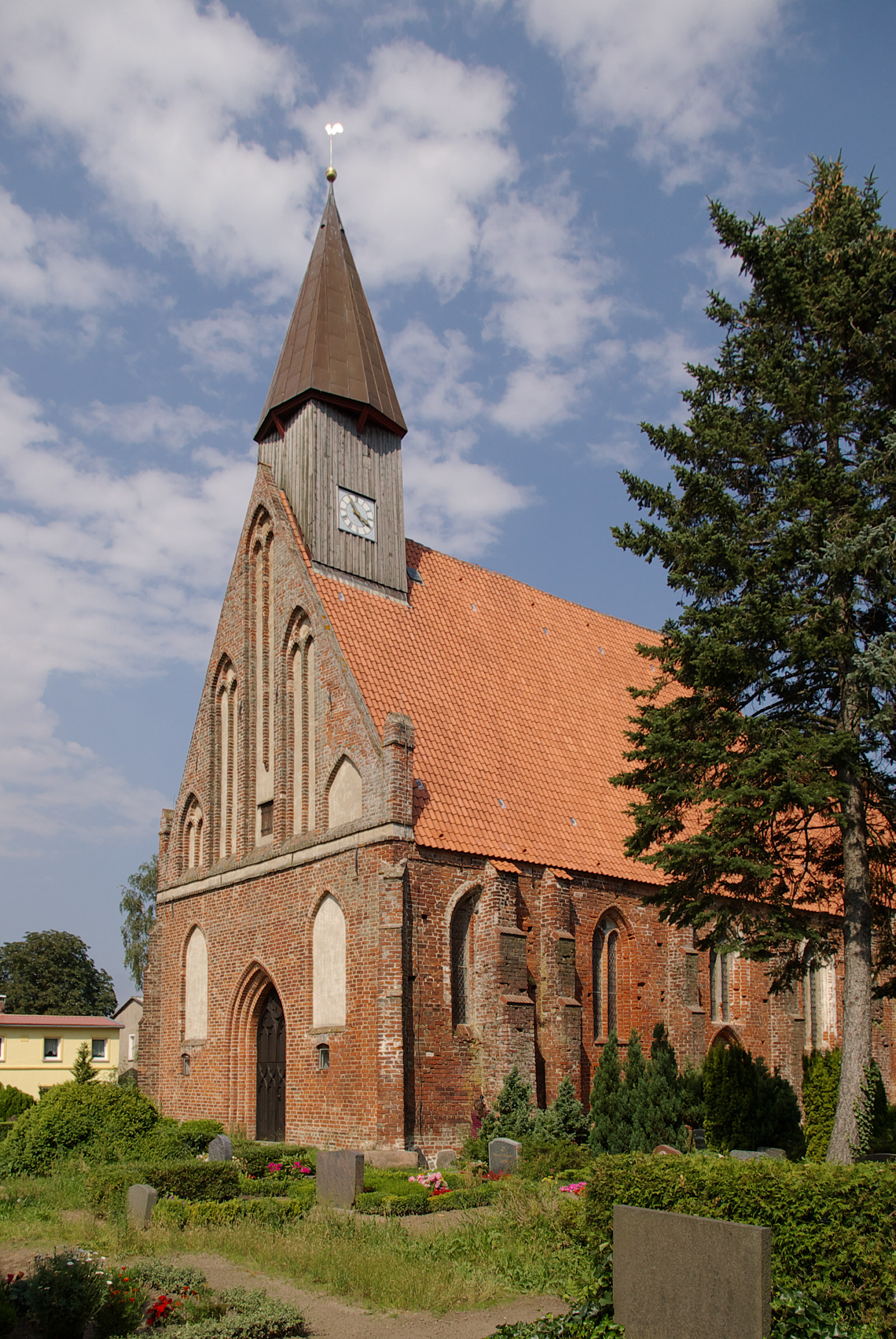